# Mircești (gmina w okręgu Jassy)
Mircești – gmina w Rumunii, w okręgu Jassy. Obejmuje miejscowości Iugani i Mircești. W 2011 roku liczyła 3750 mieszkańców.